# Інфільтративний туберкульоз легень
Інфільтрати́вний туберкульо́з леге́нь — форма туберкульозу, специфічний ексудативно-пневмонічний процес протяжністю понад 10 мм зі схильністю до прогресуючого перебігу.
Клінічні прояви інфільтративного туберкульозу залежать від поширеності й проявів інфільтративно-запальних (перифокальних і казеозно-некротичних) змін в легенях.
Розрізняють такі клініко-рентгенологічні варіанти інфільтративного туберкульозу легень:
- лобулярний,
- круглий,
- хмароподібний,
- перисцисуріт,
- лобіт.

Для всіх клініко-рентгенологічних варіантів інфільтративного туберкульозу легень притаманна не лише наявність інфільтративної тіні, в тому числі з розпадом, а можливе також бронхогенне обсіменіння.

## Перебіг
Інфільтративний туберкульоз легень може перебігати також інаперцептно і виявлятись тільки при рентгенологічному дослідженні. Частіше клінічний перебіг процесу нагадує інші захворювання (пневмонію, постгрипозні та ГРВІ ускладнення тощо). Це так звані «маски» туберкульозу.